# Dokovací stanice

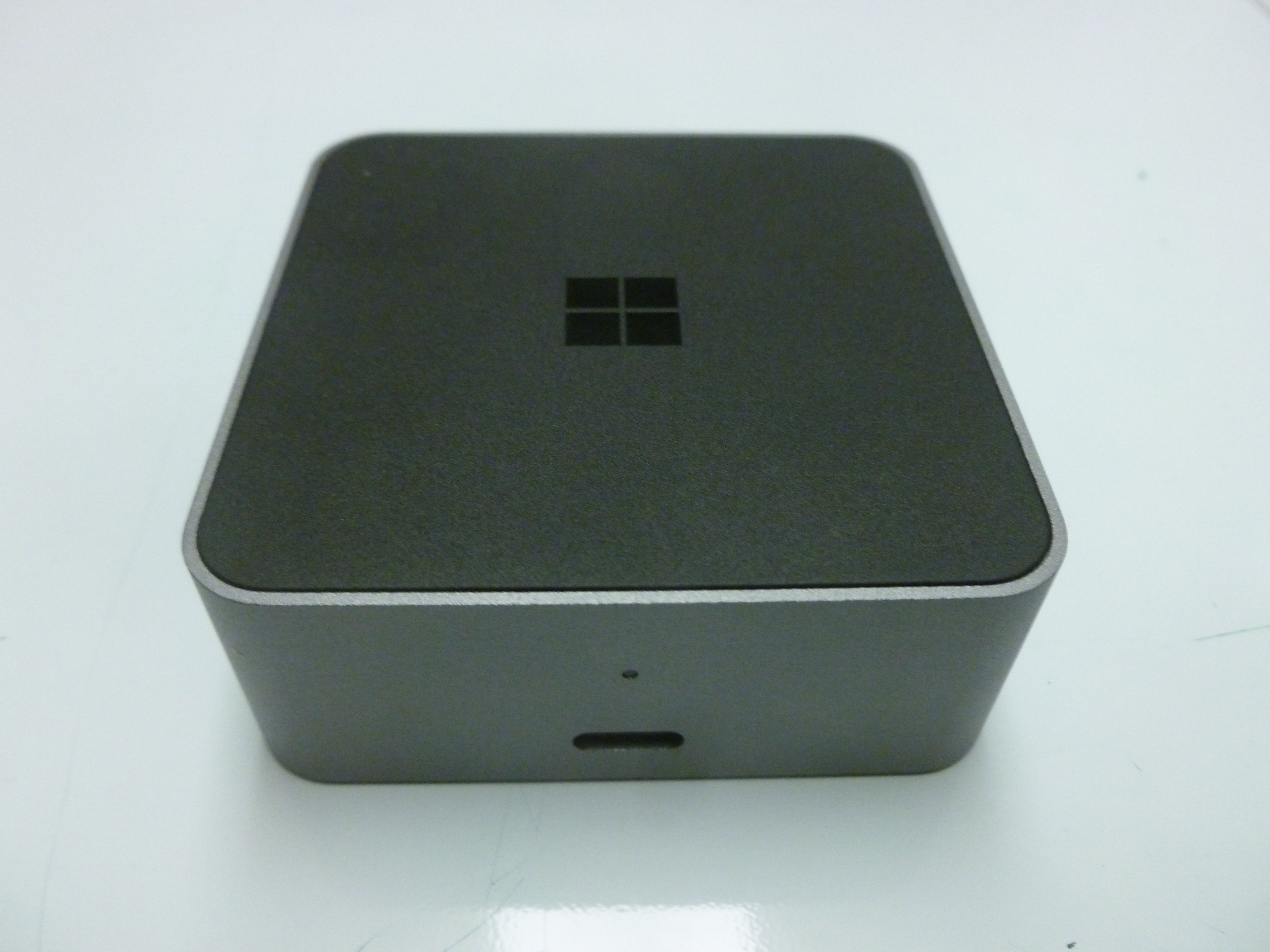
Dokovací stanice Microsoft Display Dock

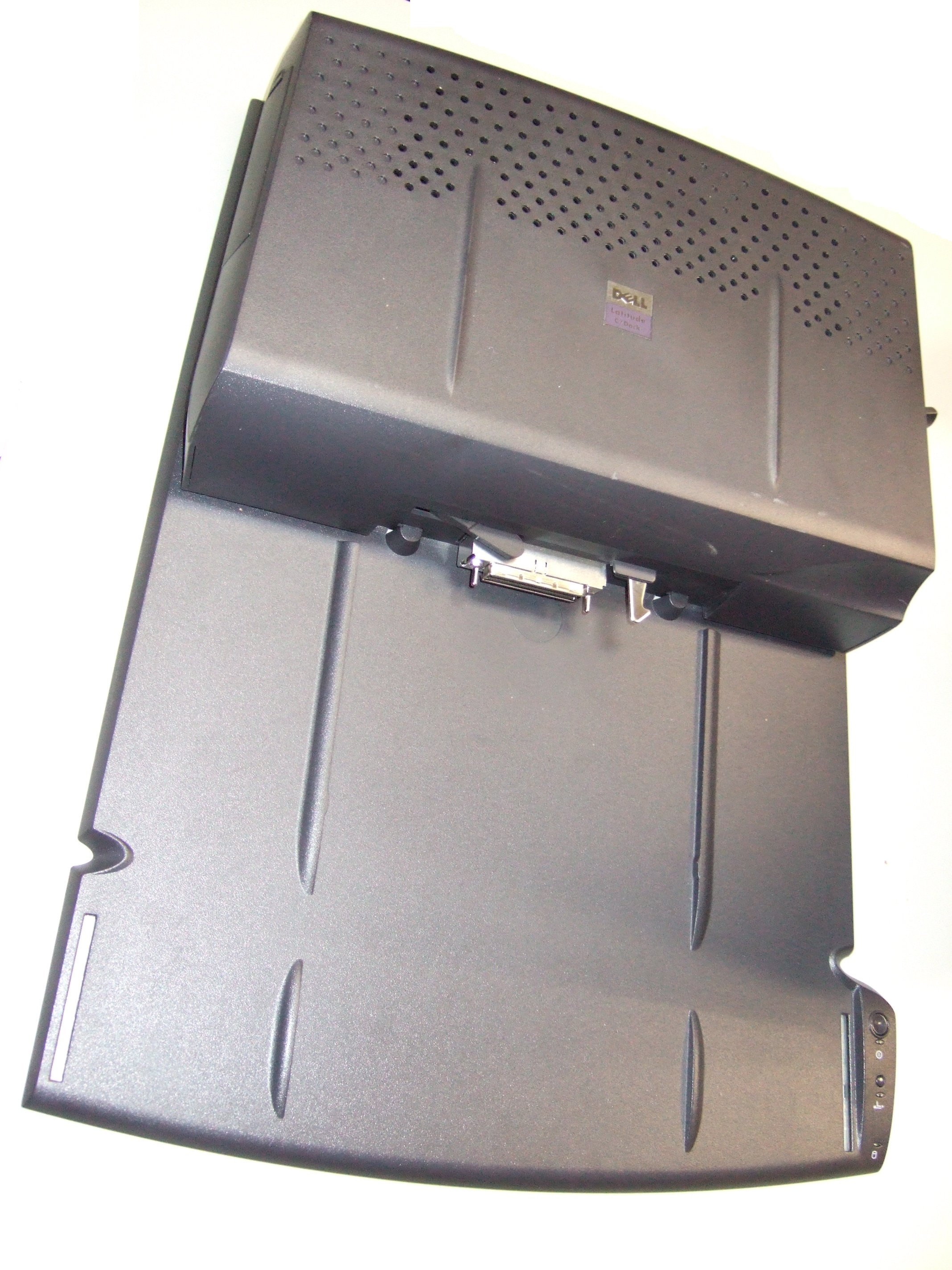
Dokovací stanice

Dokovací stanice je typ zařízení, které lze připojit pomocí USB portu do počítače. Po zapojení k přístroji umožňuje okamžitě a plně využívat více funkcí přístroje, např. přesun souborů a aktualizaci firmware přehrávače. Měl by zajišťovat připojení k monitoru, klávesnici a k dalšímu příslušenství.

## Typy dokovacích stanic
Dokovací stanice se rozdělují na univerzální (ve většině případů se připojují prostřednictvím USB), anebo specifické jen pro určité typy notebooků. Většina dokovacích stanic je proprietárních, od originálního výrobce notebooku, často jsou dokonce uzpůsobeny jen pro jediný typ. Ceny těchto dokovacích stanic jsou velmi vysoké a z tohoto důvodu je pro uživatele mnohdy výhodnější si koupit replikátor portů.

### Port replikátory
Tato zařízení obsahují některé výhody dokovacích stanic, ale za znatelně nižší cenu. Jednou z největších přínosů je možnost snadného připojení k řadě externích zařízení; uživatel, který je většinou na cestách, se tak nemusí zvlášť připojovat k monitoru, klávesnici, myši, tiskárně, ale jen k jedinému replikátoru.

### Specifická dokovací stanice
Tento typ dokovací stanice je přesně určen k danému typu notebooku. Nevýhodou je v některých případech vyšší cena, než jakou můžeme očekávat od univerzálních dokovacích stanic. Konektor pro připojení k dokovací stanici je možné najít především na noteboocích, které jsou určeny pro korporátní sektor. Výhody dokovací stanice ale ocení třeba běžní domácí uživatelé, kteří si v pohodlí domova k notebooku připojí větší stolní LCD nebo prostornější klávesnici.

### Univerzální dokovací stanice
Tento typ dokovací stanice lze k notebooku připojit nejčastěji pomocí USB rozhraní, díky kterému je poté zprostředkováno připojení všech dalších zařízení. Mezi výhody používání univerzálních dokovacích stanic řadíme právě široké spektrum podporovaných notebooků, ale i nižší cenu. U některých modelů však může dojít k neúplné kompatibilitě nebo i chybám při přehrávání videí na externím monitoru, který pomocí univerzální dokovací stanice připojíme.